# کرنیش دیره

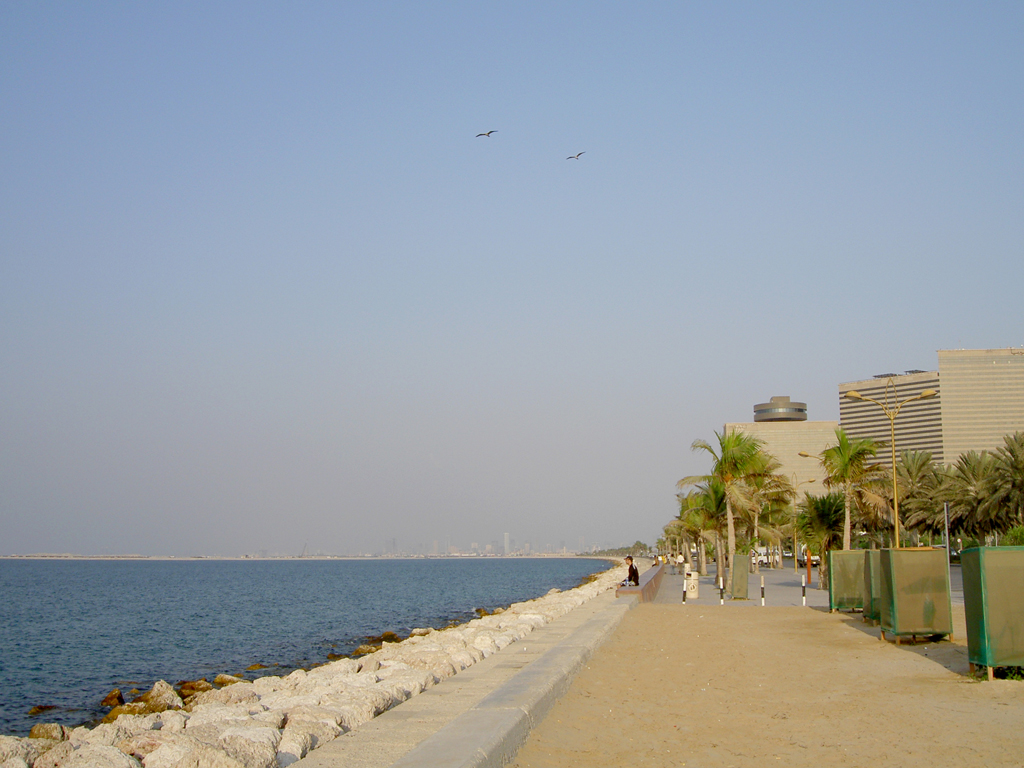
کرنیش دیره, دوبی

کُرنیش دِیره (به عربی: كورنيش ديرة‌) (به انگلیسی: Deira Corniche) یک کرنیش تفریحی در دبی، امارات متحده عربی است که در منطقهٔ دیره قرار دارد. این مکان بیشتر اوقات کرنیش دبی یا به سادگی، «کرنیش» نامیده می‌شود. در شمال کرنیش دیره، خلیج فارس و در سمت غرب‌اش خور دبی قرار دارد.
قرارداد ساخت این کرنیش با هزینهٔ ۲۵ میلیون دلار در ۲۳ سپتامبر ۱۹۷۵ توسط حمدان بن راشد آل مکتوم معاون حاکم فعلی دبی امضا شد.
نخل دیره که بزرگ‌ترین جزیرهٔ نخلی شهر دبی است در روبه‌روی این کرنیش ساخته شده است.